# Jacopo Sansovino
Jacopo d’Antonio Sansovino (Florença, 2 de julho de 1486 - Veneza, 27 de novembro de 1570) foi um escultor e arquiteto da Renascença italiana. Trocou seu verdadeiro nome, Jacopo Tatti, pelo nome de seu mestre Andrea Sansovino.

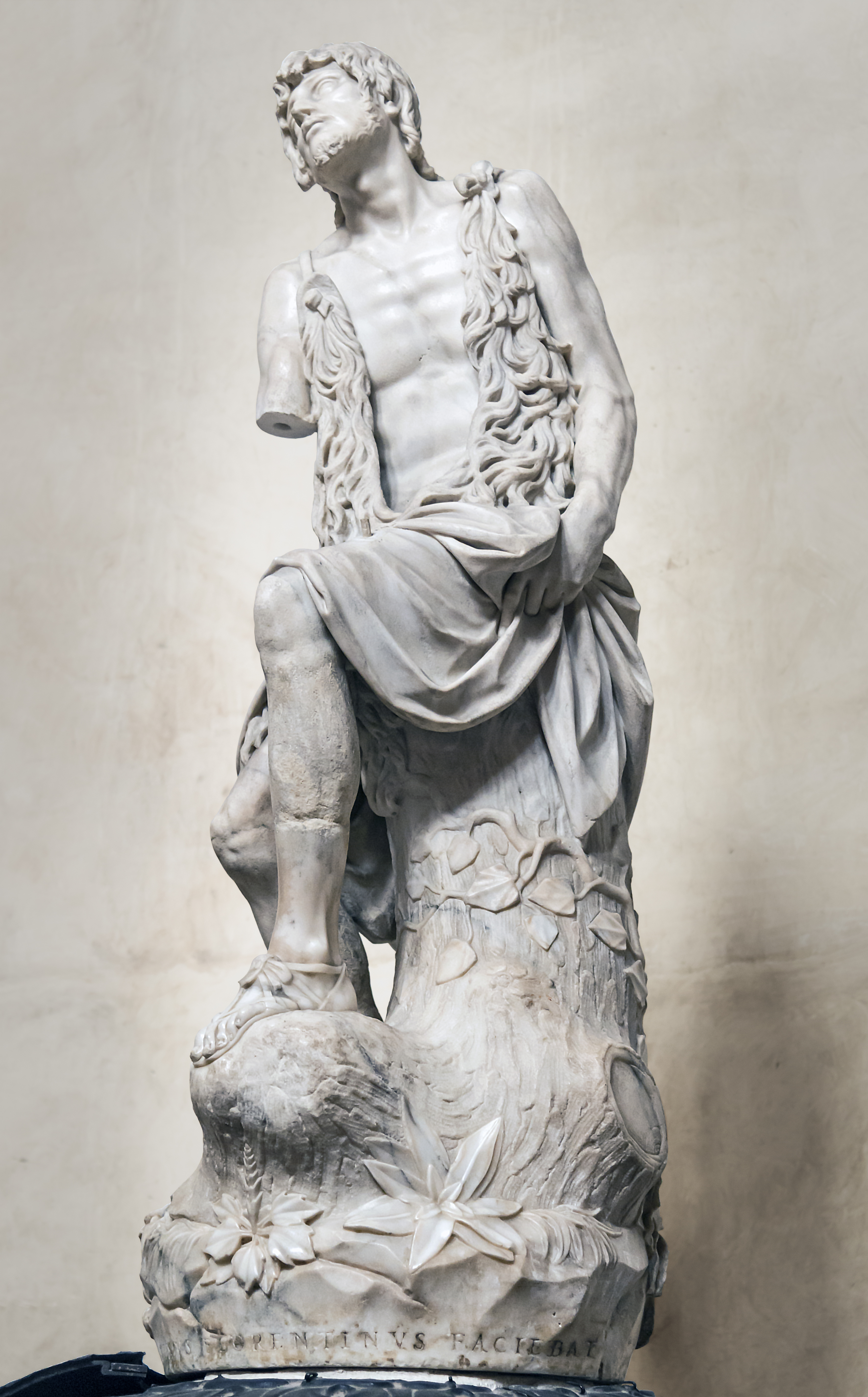
San Giovanni Battista Basílica de Santa Maria Gloriosa dei Frari, Venezia.

Passou um tempo em Roma, onde atraiu a atenção de Bramante e Rafael, e fez um modelo em cera da Deposição de Cristo para o Perugino usar. Retornou a Florença em 1511, onde recebeu a encomenda de uma estátua de São Jerônimo para o Duomo, e um Baco, hoje no Museu do Bargello. Sua proposta de adornar a fachada da igreja de São Lourenço, no entanto, foi rejeitada por Michelangelo, o encarregado da escolha, para quem escreveu uma carta de protesto em 1518. Durante esses anos dividiu um estúdio com o pintor Andrea del Sarto, com quem dividiu modelos. Retornou a Roma, lá permanecendo até o ano do Saque de Roma, quando foi para Veneza.

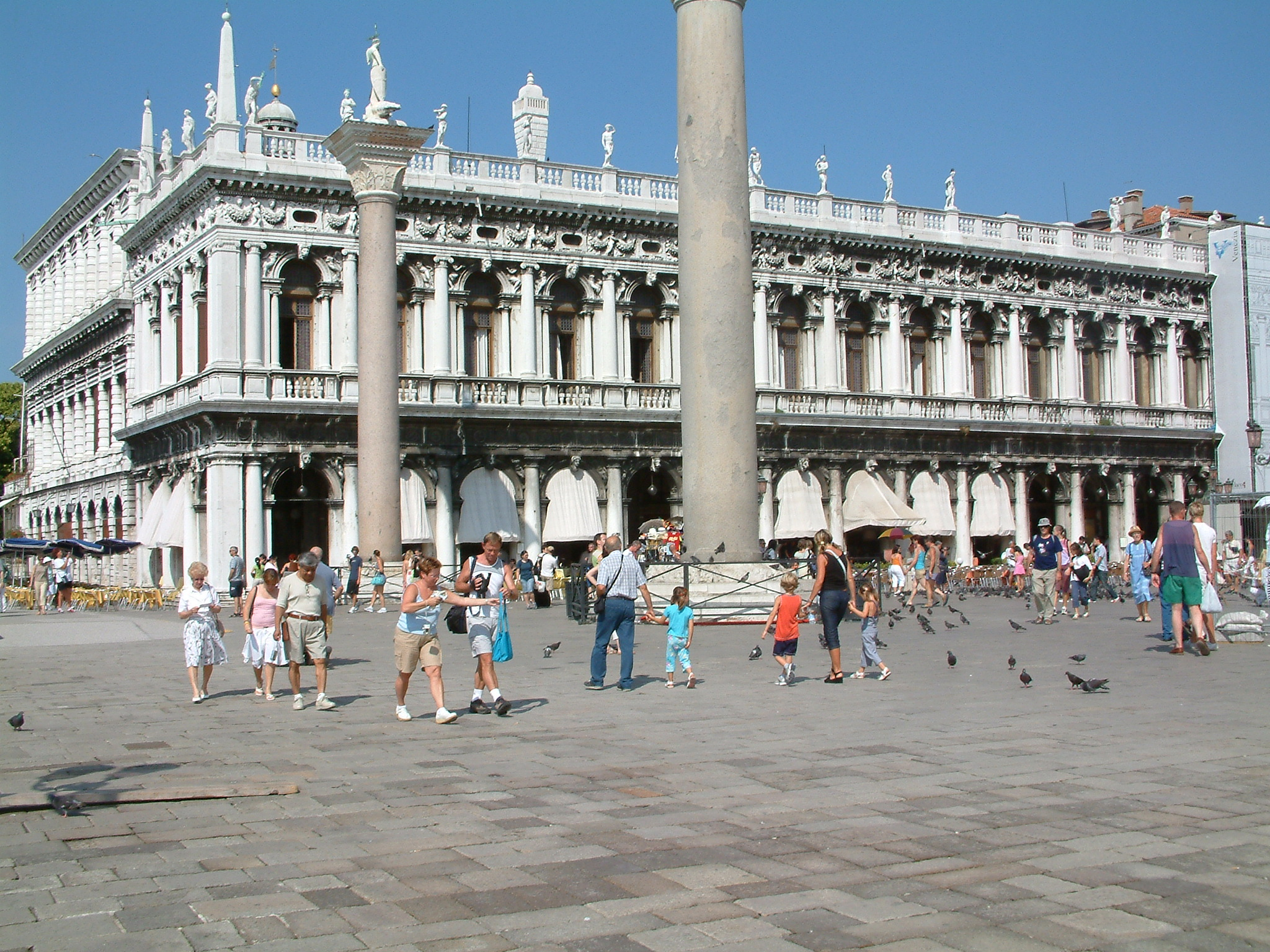
Biblioteca Marciana, em Veneza.

Em 1529 Sansovino se tornou arquiteto chefe de São Marco, um importante cargo na República de Veneza, que o tornou um dos mais influentes artistas da cidade. Executou alguns edifícios da Praça de São Marcos como o Zecca e a Loggetta anexa ao campanário, e várias estátuas e ornamentos para a igreja. Seu trabalho mais famoso é a Biblioteca Marciana, uma das mais ricas e decoradas edificações da Renascença, onde fundiu a arquitetura clássica, tradicionalmente associada à severidade, com superfícies decoradas, muito ao gosto dos venezianos. Esta obra pavimentou o caminho para a arquitetura graciosa de Palladio.
Grande amigo de Tintoretto e de Pietro Aretino, fez parte do patriarcado de Veneza. Seu filho, Francesco Sansovino foi um importante literato. Quando Jacopo Sansovino morreu, foi celebrado como um dos mais notáveis e influentes arquitetos de seu tempo.